# Pandelleia translucens
Pandelleia translucens är en tvåvingeart som först beskrevs av Louis-Paul Mesnil 1959.  Pandelleia translucens ingår i släktet Pandelleia och familjen parasitflugor.
Artens utbredningsområde är Tanzania. Inga underarter finns listade i Catalogue of Life.